# ماثيو ميتشيل
ماثيو ميتشيل (بالإنجليزية: Matthew Mitchell)‏ هو مدرب كرة سلة أمريكي، ولد في 16 ديسمبر 1970 في لويفيل في الولايات المتحدة.